# Ornithidium ruberrimum
Ornithidium ruberrimum är en orkidéart som först beskrevs av John Lindley, och fick sitt nu gällande namn av Heinrich Gustav Reichenbach. Ornithidium ruberrimum ingår i släktet Ornithidium och familjen orkidéer. Inga underarter finns listade i Catalogue of Life.